# 1875 en mathématiques
| Années des mathématiques : 1872 - 1873 - 1874 - 1875 - 1876 - 1877 - 1878    |
| Décennies des mathématiques : 1840 - 1850 - 1860 - 1870 - 1880 - 1890 - 1900 |

Cet article présente les faits marquants de l'année 1875 en mathématiques.

## Naissances
- 10 janvier : Issai Schur (mort en 1941), mathématicien russe.
- 8 février : Thomas John I'Anson Bromwich (mort en 1929), mathématicien britannique.
- 16 février : Yoshio Mikami (mort en 1950), mathématicien japonais et historien du wasan.
- 1er avril : Georges Hostelet (mort en 1960), sociologue, mathématicien et philosophe.
- 21 avril : Teiji Takagi (mort en 1960), mathématicien japonais.
- 14 mai : Beppo Levi (mort en 1961), mathématicien italien.
- 21 mai : Maurice Solovine (mort en 1958), mathématicien et philosophe roumain.
- 28 juin : Henri Lebesgue (mort en 1941), mathématicien français.
- 7 juillet : Maurice Princet (mort en 1968), mathématicien français, « le mathématicien du cubisme ».
- 12 juillet : Ernst Sigismund Fischer (mort en 1954), mathématicien autrichien.
- 24 août : Henry Rietz (mort en 1943), mathématicien et statisticien américain.
- 26 août : Giuseppe Vitali (mort en 1932), mathématicien italien.
- 17 septembre : Charles Cobb (mort en 1949), mathématicien et économiste américain.
- 3 décembre : Joseph Ser, mathématicien français.
- 20 décembre : Francesco Paolo Cantelli (mort en 1966), mathématicien italien.

## Décès
- 14 mars : Ernest Lamarle (né en 1806), mathématicien français.
- 31 mars : Friedrich Julius Richelot (né en 1808), mathématicien allemand.
- 10 juin : Victor-Amédée Le Besgue (né en 1791), mathématicien français.
- 12 septembre : Chauncey Wright (né en 1830), philosophe et mathématicien américain.
- 2 octobre : Petrache Poenaru (né en 1799), pédagogue, ingénieur et mathématicien roumain. Il est l'inventeur du stylo-plume.